# Marcin Kaczmarek (pływak)
Marcin Kaczmarek (ur. 25 czerwca 1977 w Piszu) – polski pływak, reprezentant Polski na igrzyskach w 2000 roku w Sydney w pływaniu stylem motylkowym.

## Życiorys
Członek AZS-AWF Gdańsk, zdobywca w 1997 brązowego medalu na Mistrzostwach Europy w pływaniu w sztafecie mężczyzn 4x100 metrów stylem zmiennym, płynąc stylem motylkowym. Kilkukrotny (4) mistrz i rekordzista Polski w stylu motylkowym.
Na igrzyskach olimpijskich w Sydney zajął 26. miejsce w konkurencji 100 m stylem motylkowym.
Wstąpił do Ruchu Palikota. W wyborach parlamentarnych w 2011 został kandydatem tej partii do Sejmu.

## Rekordy życiowe

### Basen 25 m
- 50 m stylem grzbietowym – 26,02 (uzyskany 21 października 2000 w Krakowie)
- 50 m stylem motylkowym – 25,14 (uzyskany 21 października 2000 w Krakowie)
- 100 m stylem grzbietowym – 54,37 (uzyskany 24 marca 2000 w Minneapolis)
- 100 m stylu motylkowym – 52,93 (uzyskany 25 marca 2000 w Minneapolis)
- 200 m stylu motylkowym – 1.57,37 (uzyskany 25 marca 2000 w Minneapolis)

### Basen 50 m
- 50 m stylem grzbietowym – 28.33 (uzyskany 26 maja 1995 w Oświęcimiu)
- 50 m stylem motylkowym – 24,92 (uzyskany 7 lipca 2000 w Helsinkach)
- 100 m stylem motylkowym – 54,04 (uzyskany 7 lipca 2000 w Helsinkach)
- 200 m stylem motylkowym – 2.00,73 (uzyskany 23 sierpnia 1997 w Sewilli)